# 機場端
機場端，是臺灣國道二號的交流道，位於桃園市大園區，指標為0k，北邊連接桃園國際機場航站南、北路。1980年通車時，為國道一號甲線的終點，後因1997年桃園內環線（機場系統交流道至鶯歌系統交流道）的築成，使其成為國道二號的起點。
|  | 0 機場端 | 桃園機場 |

## 周邊設施
- 臺灣桃園國際機場
- 機場線：機場旅館站

## 外部連結
- 國道二號機場端、大園交流道示意圖 （页面存档备份，存于）（交通部高速公路局）